# Scaphium linearicarpum
Scaphium linearicarpum är en malvaväxtart som först beskrevs av Maxwell Tylden Masters, och fick sitt nu gällande namn av Jean Baptiste Louis Pierre. Scaphium linearicarpum ingår i släktet Scaphium och familjen malvaväxter. Inga underarter finns listade i Catalogue of Life.